# Camille Oudinot
Pour les articles homonymes, voir Oudinot.
Camille Jules Oudinot, né le 31 janvier 1860 à Paris 6e et mort le 2 avril 1931 à Villefranche-sur-Saône,, est un dramaturge, romancier et haut fonctionnaire  français.

## Biographie
Fils du peintre verrier Eugène Oudinot, Camille Oudinot est le frère de la romancière Hermine Lecomte du Nouÿ (1854-1915).
Oudinot  était un ami intime de Guy de Maupassant qui lui dédie la nouvelle Le Parapluie en 1884, et du jeune Abel Hermant qui fut, un temps, son collègue au Ministère de l'Instruction publique et des Beaux-Arts (1884-1885), créé par Léon Gambetta.
Il est nommé en 1881 au Ministère de l'Instruction publique et des Beaux-Arts, où, parallèlement à ses activités d'écrivain, il fera carrière jusqu'en 1921, terminant au poste d'Inspecteur général du Garde-meuble et des Palais nationaux.
Alors qu'il se rendait en voiture à Cannes au début du mois d'avril 1931 pour y rejoindre son épouse, il est victime d'un accident de la route en voulant éviter un cycliste près de Villefranche-sur-Saône. Son corps est ramené à Paris où il est inhumé le 6 avril au cimetière du Montparnasse.

## Œuvre
Romans
- Filles du monde, 1887
- Adultère sentimental, 1890
- Noël Savare, 1897

Théâtre
- 1906 : Chaîne anglaise, comédie en 3 actes de Camille Oudinot et Abel Hermant au théâtre du Vaudeville (23 mai). Publié aux éditions Fasquelle en 1906.

## Distinctions
- Chevalier de la Légion d'Honneur au titre du ministère de l'Instruction publique et des Beaux-Arts (décret du 22 juillet 1902). Parrain : Henry Roujon, membre de l'Institut et directeur des Beaux-Arts.
- Officier de la Légion d'honneur au titre du ministère de l'Instruction publique et des Beaux-Arts (décret du 9 juillet 1929). Parrain : Georges Payelle, Premier président de la Cour des Comptes[7].